# Ngembel
Ngembel is een bestuurslaag in het regentschap Trenggalek van de provincie Oost-Java, Indonesië. Ngembel telt 2250 inwoners (volkstelling 2010).